# Wolfchant
Wolfchant est un groupe de pagan metal allemand, originaire de  Sankt Oswald-Riedlhütte en Bavière. Le groupe inspire ses thèmes de la nature et des légendes nordiques, en couplant aux instruments classiques du metal des instruments plus traditionnels.

## Biographie
Wolchant est formé en août 2003 par Mario « Lokhi » Möginger, Bruder Gaahnt, Skaahl et Norgahd, tous issus de groupes de metal différents, décident de fonder le groupe Wolfchant à St. Oswald (Bavière, Allemagne). Leur première démo, The Fangs of the Southern Death, sortie en 2004, est un mélange de death metal mélodique et de dark metal. La même année sort The Herjan Trilogy, qui met un accent bien plus important sur l'aspect mélodique, et définira ainsi leur style. C'est la deuxième démo du groupe, sortie en septembre 2004. Comme son nom l'indique, cette démo est composée de trois chansons, également inspirées des légendes nordiques.
En 2005, ils sont rejoints par le second guitariste Derrmohr, et signent un contrat chez CCP Records. Ils sortent en novembre de la même année un album qui reçut de très bonnes critiques : Bloody Tales of Disgraced Lands. En 2007 sort le plus agressif A Pagan Storm, juste avant le départ de Gaahnt, remplacé par Nattulv qui en mai 2008 partira lui aussi au profit de Bahznar.
Le 20 octobre 2012, via les réseaux sociaux, Wolfchant annonce avoir fini d'enregistrer le chant pour le nouvel album, et être prêt pour la préproduction de celui-ci. Le groupe décrit cet album comme étant le meilleur ayant jamais été créé pour le moment. En 2013 sort l'album Embraced by Fire qui fait participer Alestorm, Arkona, Ex Deo, Thyrfing, Bornholm, Kalmah, et Varg. En avril 2014, le groupe annonce un nouvel album intitulé Bloodwinter. En juin 2014, le groupe révèle la couverture de l'album et sa sortie pour le 26 septembre 2014 au label NoiseArt Records.

## Style musical
À ses débuts, Wolfchant joue du pagan metal à tendance death metal. Au fil du temps, le groupe amplifie son usage d'instruments folk et de mélodies ; un exemple dans l'album A Pagan Storm qui se compose de chœurs et d'instruments comme la harpe et les claviers. Les thèmes du groupe se basent sur la mythologie nordique et les contes,.

## Membres

### Membres actuels
- Lokhi – basse (2003-2005), chant agressif (depuis 2003)[1]
- Norgahd – batterie, chant, clavier, accordéon (depuis 2003)[1]
- Skaahl – guitare solo (depuis 2003)[1]
- Nortwin – chant clair (depuis 2003)[1]
- Sertorius – basse (depuis 2015)[1]
- Gorthrim – guitare rythmique (depuis 2015)[1]

### Anciens membres
- Gaahnt – guitare rythmique (2003-2005), basse (2005-2007)[1]
- Derrmorh – guitare rythmique (2005-2010)[1]
- Nattulv – basse (2007-2008)[1]
- Bahznar – basse (2008-2011)[1]
- Gvern – clavier (2009-2014)[1]
- Ragnar – guitare rythmique (2010-2015)[1]
- Viktor – basse (2011-2015)[1]

## Discographie

### Albums studio
- 2005 : Bloody Tales of Disgraced Lands
- 2007 : A Pagan Storm
- 2009 : Determined Damnation
- 2011 : Call of the Black Winds
- 2013 : Embraced By Fire
- 2017 : Bloodwinter
- 2021 : Omega : Bestia
- 2024 : A Pagan Storm Re-Recorded

### Démos
- 2004 : The Fangs of the Southern Death
- 2004 : The Herjan Trilogy